# Balián de Ibelín
Balián de Ibelín (ca. 1144 - 1193) fue un importante noble cruzado del Reino de Jerusalén, Señor de Ibelín y Señor de Ramla. Era el hijo menor de Barisán de Ibelín y de Helvis de Ramla y hermano de Hugo de Ibelín y Balduino de Ibelín. Para distinguirlo de su padre se le llama Balián el Joven.

## Biografía
Su padre, Barisán de Ibelín, que era probablemente de origen italiano, había sido un caballero al servicio del conde de Jaffa, y fue recompensado con el señorío de Ibelín tras la revuelta de Hugo II de Le Puiset contra el rey Fulco.
Tras la muerte de su hermano mayor Hugo en torno a 1169, el castillo de Ibelín pasó a Balduino, quien lo cedió a Balián, prefiriendo quedarse como Señor de Ramalha (actual Ramala). Balián y Balduino apoyaron a Raimundo III de Trípoli contra Miles de Plancy como regente del rey Balduino IV en 1174, y en 1177 los hermanos intervinieron en la Batalla de Montgisard.
Ese mismo año Balián contrajo matrimonio con María Comnena, viuda del rey Amalarico I, y recibió el señorío de Nablus.
En 1183 Balián y su hermano apoyaron a Raimundo contra Guido de Lusignan, esposo de Sibila de Jerusalén y regente de Balduino IV. Balián estuvo presente en la ceremonia de coronación de Balduino V en 1183, mientras Balduino IV aún vivía, para evitar que Guido llegase al trono. Balduino IV murió en 1185 y Balduino V, de ocho años de edad, se convirtió en rey, si bien murió al año siguiente. La opción de Raimundo a la corona, Hunfredo IV de Torón, la rechazó y se unió a Guido. Reticente, Balián brindó lealtad finalmente a Guido, mientras que su hermano rechazó hacerlo, exiliándose en Antioquía.
Balián permaneció en el reino pero no evitó la derrota cristiana en la Batalla de los Cuernos de Hattin en 1187. Junto a la reina Sibila y al patriarca Heraclio, ayudó a defender Jerusalén y negoció su rendición a Saladino en octubre de ese año. Ibelín, Nablus, Ramala y todos los demás territorios de Balián fueron capturados por Saladino luego de la batalla, pero a Balián y a su familia se les permitió regresar a Trípoli. En principio, Balián apoyó a Guido en el levantamiento por la corona contra Conrado de Montferrato, pero luego conspiró con María para que Conrado se casara con Isabel de Jerusalén, la hija de María de su matrimonio con Amalarico, dando a Conrado un mayor derecho sobre el trono. Tras la muerte de Conrado y el nuevo matrimonio de Isabel con Enrique II de Champaña, Balián se mantuvo como uno de los consejeros de Enrique, y en 1192 ayudó a negociar el tratado entre Ricardo I de Inglaterra y Saladino, poniendo fin a la Tercera Cruzada. Ibelín estuvo bajo el control de Saladino, pero Ricardo compensó a Balián con un nuevo señorío en Caymont.

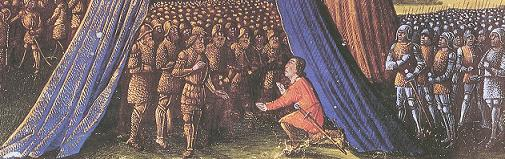
Ilustración del de Jean Colombe mostrando a Balián de Ibelín en el momento de la rendición de Jerusalén a Saladino.

Balián murió en 1193. Su hijo Juan de Ibelín fue señor de Beirut y condestable de Jerusalén.
Un escriba de Balián, llamado Ernoul, escribió una continuación en idioma francés antiguo de la crónica latina de Guillermo de Tiro.
Balián se volvió un nombre común en la familia Ibelín durante el siglo XIII. Balián, señor de Beirut, hijo de Juan y nieto de Balián, sucedió a su padre como señor de Beirut en 1236. El hermano de Balián de Beirut, llamado también Juan, tuvo un hijo llamado Balián; este Balián fue señor de Arsuf y se casó con Plasencia de Antioquía.

## Balián en la ficción
Una versión altamente ficticia de Balián de Ibelín protagoniza la película de Ridley Scott Kingdom of Heaven, de 2005, donde es interpretado por Orlando Bloom.